# Bladformer
Bladformer er blandt de vigtigste kendetegn, når man skal beskrive planter. Formerne varierer fra helt rund til linjeform.

## Forskellige former
- A: Rundt
- B: Ovalt
- C: Elliptisk
- D: Lancetformet
- E: Linjeformet
- F: Omvendt ægformet
- G: Spatelformet
- H: Ægformet